# Wiener Folie

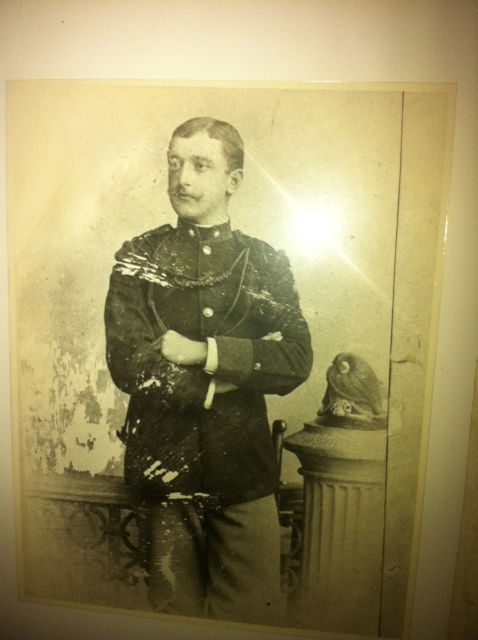
Rudolf Schneider (1873–1951), Erfinder der „Wiener Folie“

Im Jahr 1909 entwickelte Rudolf Schneider vom Erkennungsamt der Polizei die erste Folie zur Abnahme und Fixierung von Fingerabdrucksspuren, die auch noch heute unter Wiener Folie – mittlerweile von seinem Urenkel – produziert wird.

## Geschichte
Im Jahr 1902 wurde die Daktyloskopie nach dem System Francis Galton-Edward R.Henry auch in Österreich eingeführt.
Ein Problem bei der Daktyloskopie war damals das genaue Sichern und Abnehmen von Fingerabdruckspuren an Tatorten. Ein Polizeiagent des Erkennungsamts der Wiener Polizei leistete in diesem Bereich Pionierarbeit: Rudolf Schneider. Er dachte über Methoden zur besseren Sicherung von Fingerabdruckspuren nach. Im Jahr 1909 entwickelte er eine „Folie zur Abnahme und Fixierung von Fingerabdruckspuren“.
Die Abdruckspur wurde hell eingestäubt und darüber die dunkle, leicht klebende Folie gepresst. Die Folie wurde vorsichtig abgezogen und die darauf abgezeichneten hellen Papillarlinien des Spurenverursachers wurden im Labor fotografiert und vergrößert.
Schneider ließ das Verfahren im Jahr 1911 patentieren.
Seine Technik basierte darauf, dass die Abdruckspur wie bisher durch Einstauben sichtbar gemacht und dann mittels einer Folie von dem Objekt, auf dem sich die Spur befindet, abgehoben wird. Die mit der Abdruckspur versehene Folie wird anschließend abgezogen und kann nunmehr zu einem beliebigen späteren Zeitpunkt photographisch aufgenommen werden.